# Festival Internacional de Magia de Madrid
El Festival Internacional de Magia de Madrid es un festival español dedicado al arte de la magia y el ilusionismo, que se celebra anualmente, desde 2011, en el Circo Price de Madrid, bajo la dirección de Jorge Blass. Está considerado un referente internacional para los magos de los diferentes países del mundo.

## Trayectoria
El festival nació en 2011, está dirigido por Blass y se realiza cada año, en los meses de febrero y marzo, en el Circo Price de Madrid.
La programación incluye diferentes modalidades como la cartomagia, micromagia, magia de cerca, magia cómica, magia teatral, mentalismo, manipulación o números de escapismo e ilusionismo, que se muestran en la Gala internacional de Magia en Escena y en los espectáculos Magia de Cerca. Cuenta con el Concurso Nuevos Talentos Madrid Ciudad Mágica, que reconoce el trabajo de nuevos ilusionistas españoles que no han ganado ningún reconocimiento del sector, y se entrega desde 2019, el Premio Madrid Ciudad Mágica a personas o instituciones con una trayectoria artística vinculada a la ciudad de Madrid. Se realizan, además, otro tipo de actividades como charlas sobre la historia y temas relacionados, denominadas Diálogos o Conferencias Mágicas, y en 2022, se llevó a cabo un editatón para visibilizar biografías de profesionales del ilusionismo en Wikipedia. 
Durante la trayectoria del festival se han presentado reconocidos magos de diferentes nacionalidades, tales como: los coreanos Yu Hujin. Kim Young Min y Ted Kim, el belga Laurent Piron, el británico David Climent, el francés Xavier Mortimer –ambos del Cirque du Soleil–; el ucraniano Viktor Kee, los franceses Chris Torrente, Yann Frisch y Norbert Ferré, los estadounidenses Scott y Muriel, el argentino René Lavand, el chileno Juan Esteban Varela; o los españoles Juan Tamariz, Héctor Mancha, Miguel Puga, Miguel Gómez, Inés Molina, Daniel Ortiz, Miguel Muñoz Segura, Yunke (mago) y Jaime Figueroa.

## Ganadores del Premio Madrid Ciudad Mágica
- 2019 - Juan Tamariz.[37][38]
- 2020 - Fundación Abracadabra. Magos solidarios.[39]
- 2021 - David Copperfield.[40]
- 2022 - Irene Villa.[41]
- 2023 - Lucio Blázquez, creador del restaurante «Casa Lucio».[42]
- 2024 - Fundación Adopta un Abuelo.[43]

## Ganadores del Concurso Nuevos Talentos
- 2022 - Nacho Samena, premio mago novel. Jorge Llamazares, premio Gran Escuela de Magia Ana Tamariz. Daniel Robles, premio Grada Mágica. Gulle Menés, premio Maese Coral.[44]
- 2024 - Shiro el Mentalista.[43]

## Galería

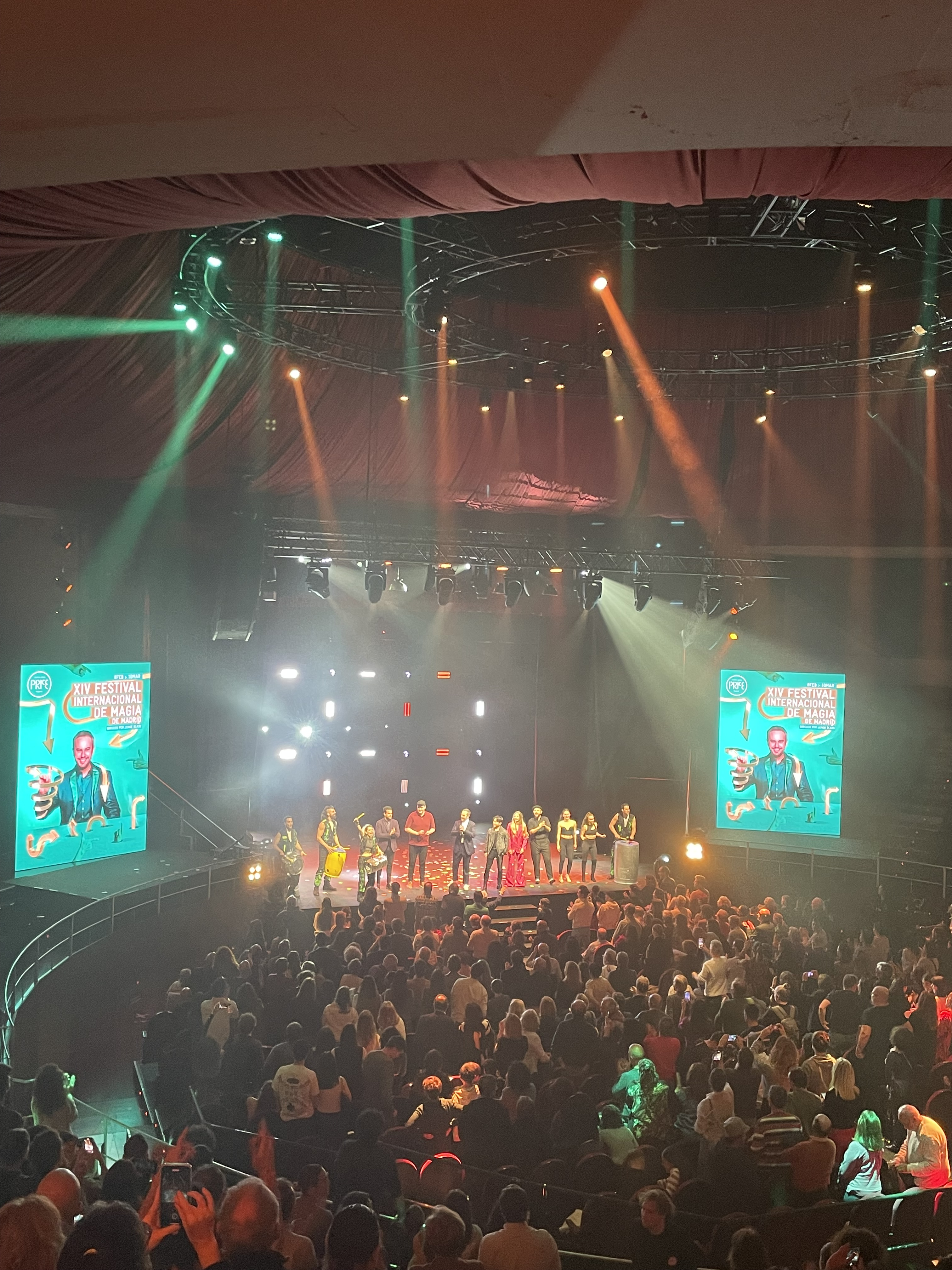
Cierre de la Gala del Festival Internacional de Magia de Madrid (2024)
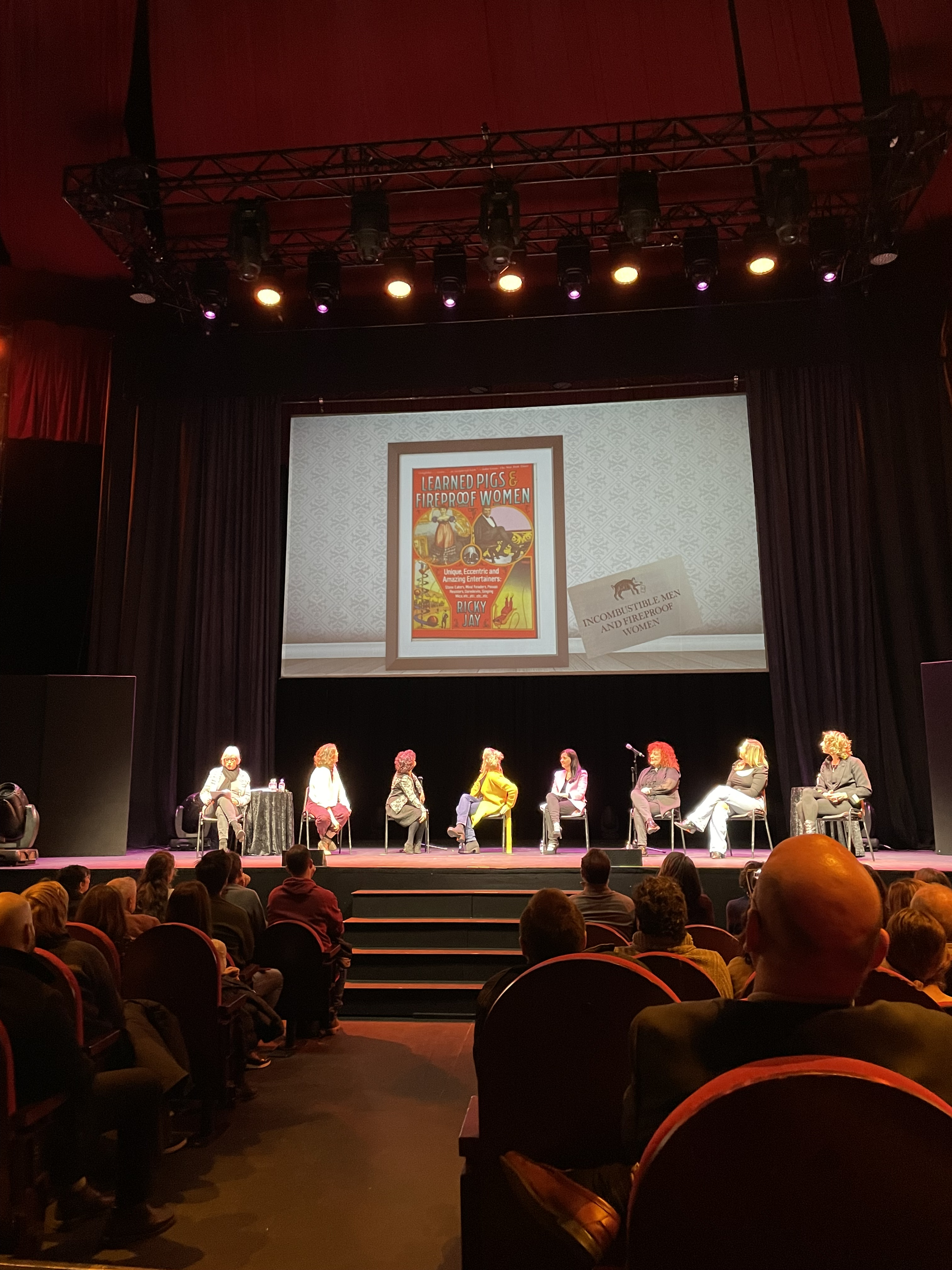
Magas en el ciclo Conversaciones Mágicas: Creadoras de la magia actual en el Festival Internacional de Magia de Madrid (2023)
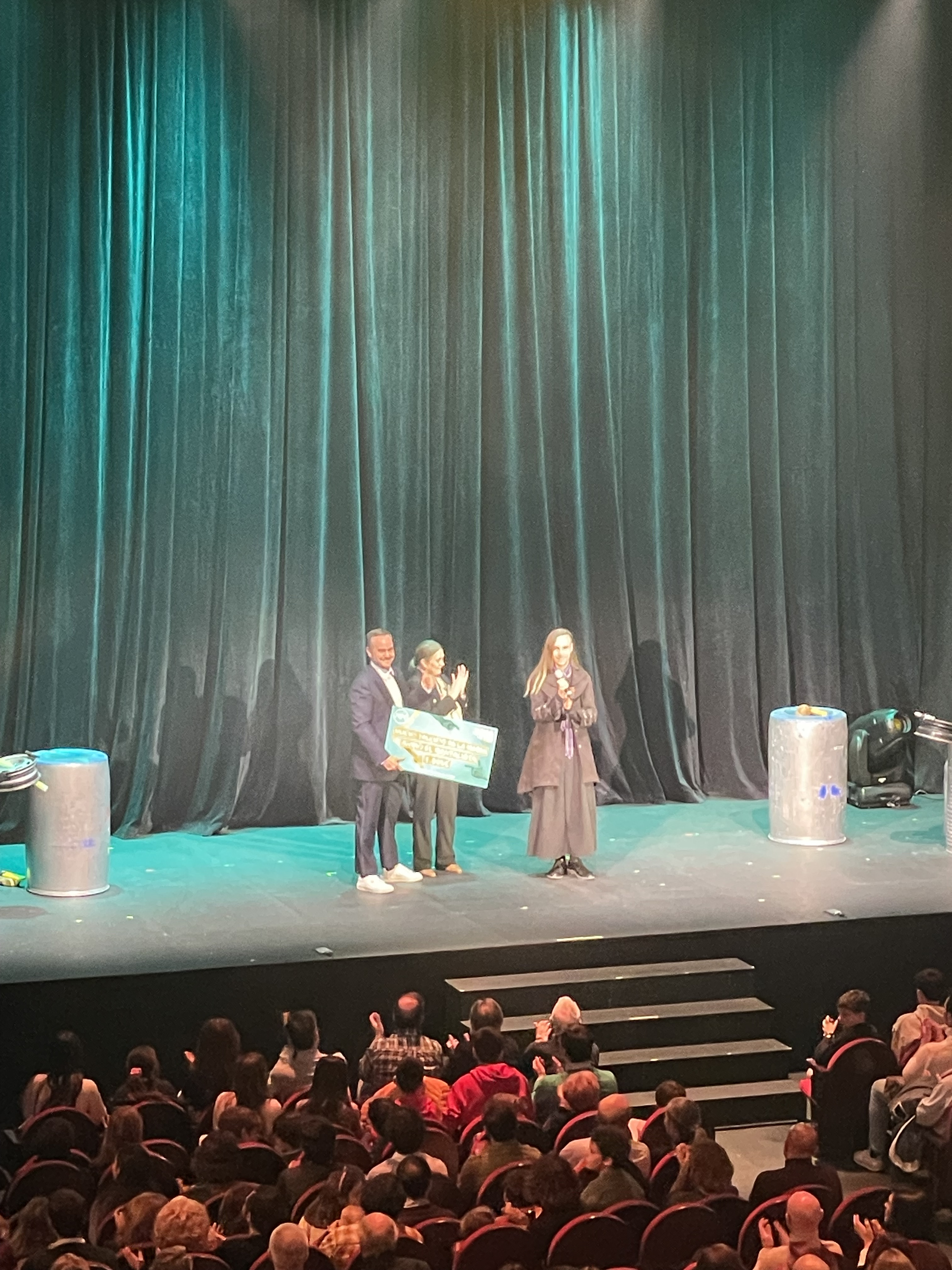
Entrega del Premio al ganador del Concurso Nuevos Talentos: Shiro el Mentalista (2024)
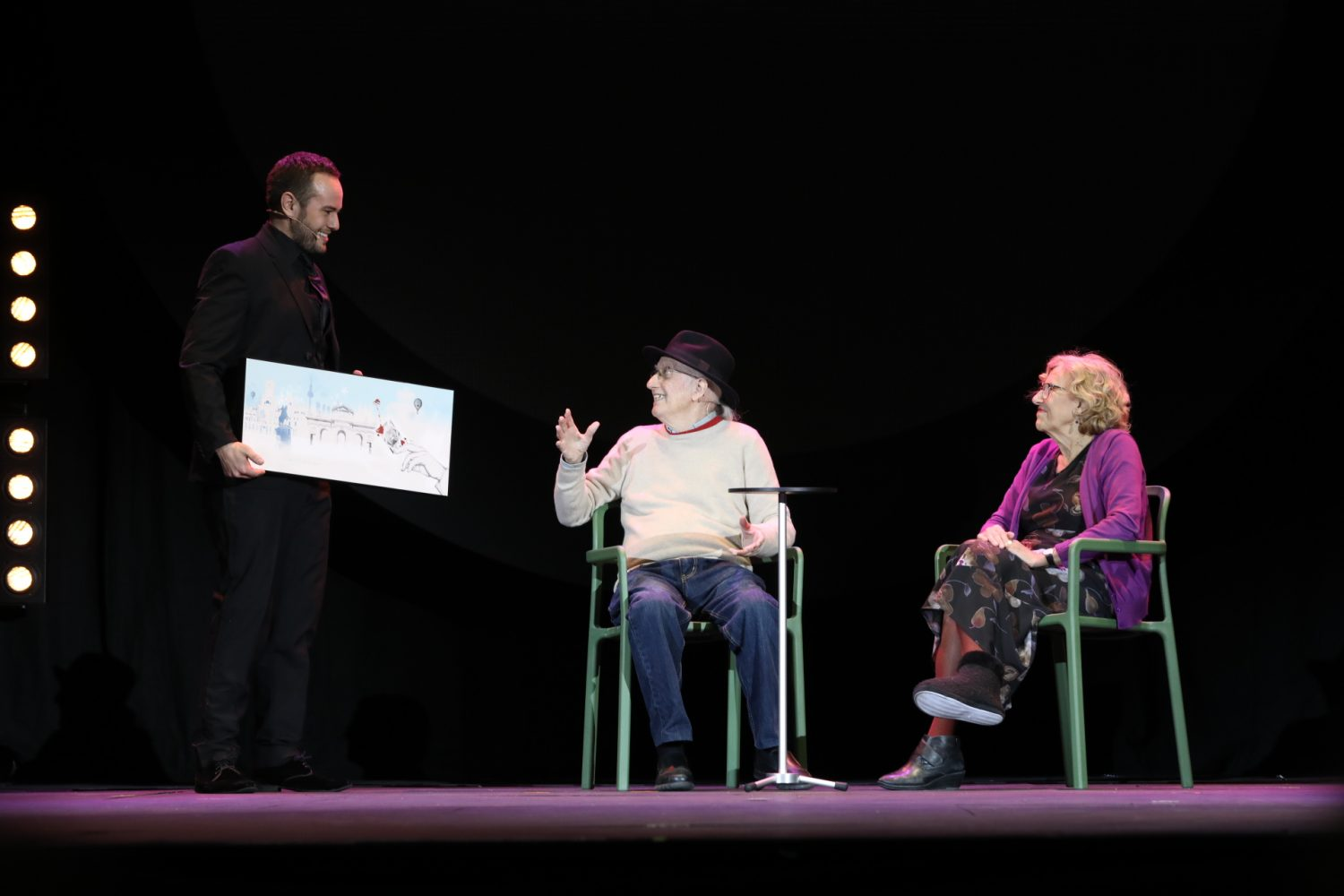
Juan Tamariz recibiendo el Premio Madrid Ciudad Mágica, junto a Jorge Blass y Manuela Carmena (2019)
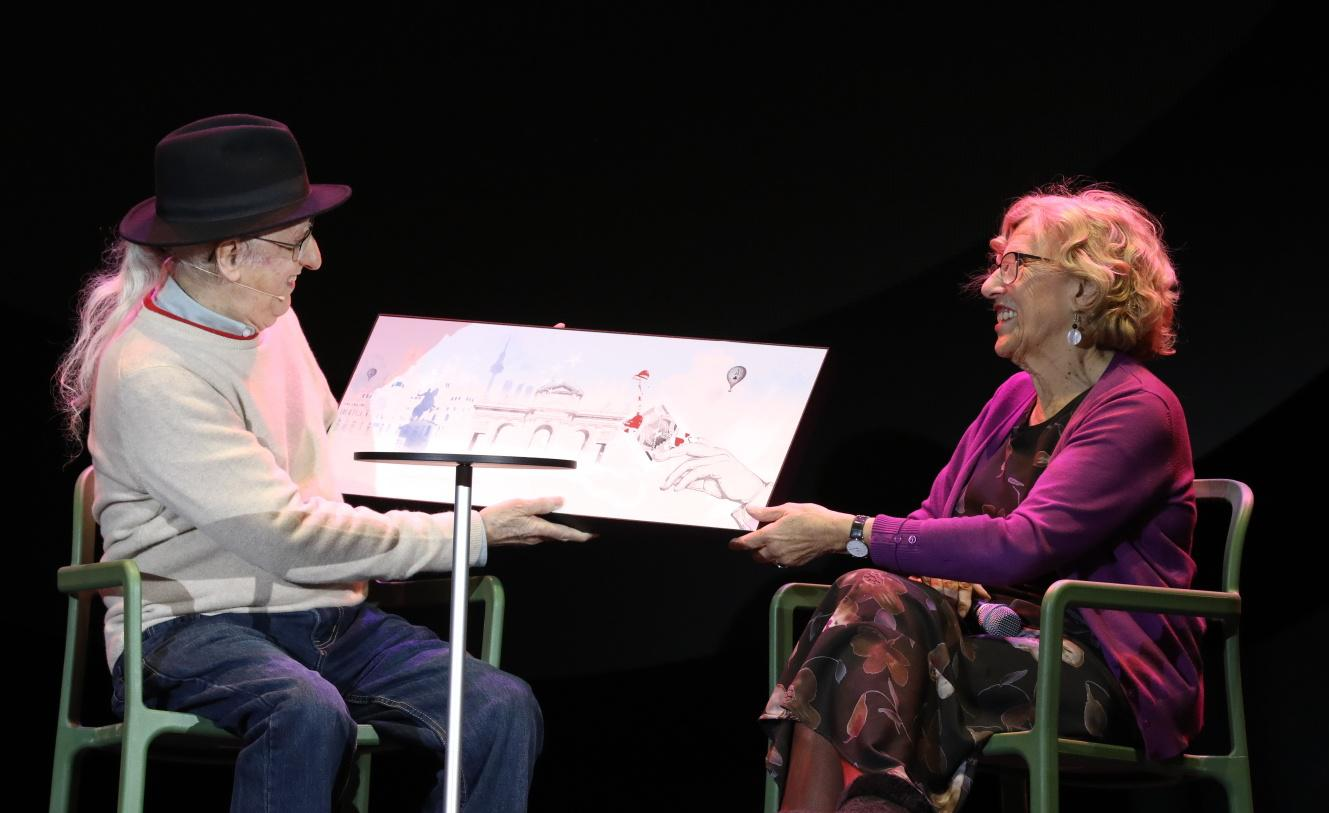
Juan Tamariz recibiendo el Premio Madrid Ciudad Mágica, junto a Manuela Carmena (2019)